# Stadtoldendorf
Stadtoldendorf település Németországban, azon belül Alsó-Szászország tartományban. Lakosainak száma 5713 fő (2023. december 31.). Stadtoldendorf Deensen és Arholzen községekkel határos.

## Népesség
A település népességének változása:
| Lakosok száma | 5603 | 5760 | 5758 | 5757 | 5613 | 5726 | 5713 |
|               | 2015 | 2016 | 2017 | 2019 | 2021 | 2022 | 2023 |